# Dorfkirche Groß Kreutz

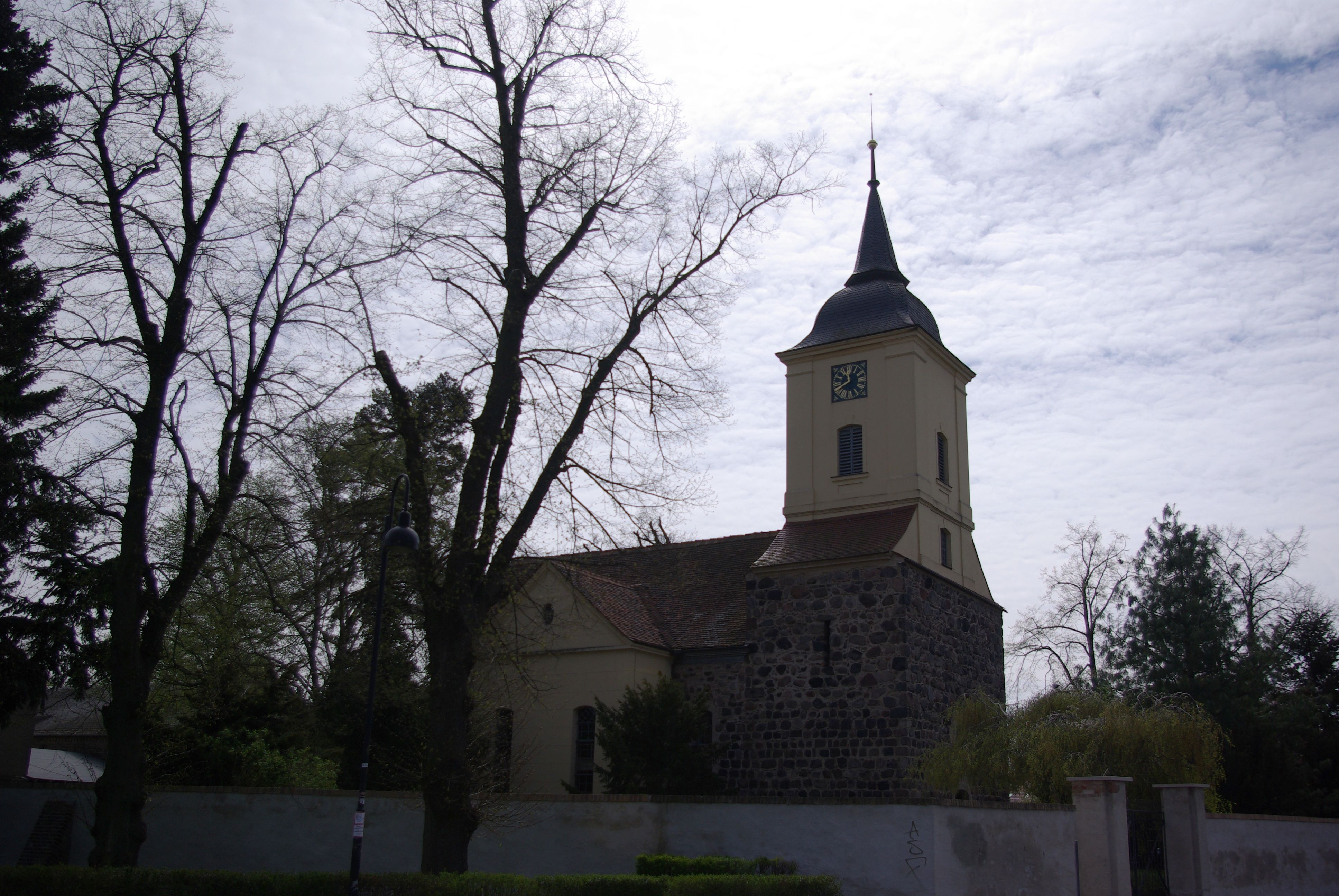
Dorfkirche Groß Kreutz

Die evangelische, denkmalgeschützte Dorfkirche Groß Kreutz steht in Groß Kreutz, einem Ortsteil der Großgemeinde Groß Kreutz (Havel) im Landkreis Potsdam-Mittelmark in Brandenburg. Die Kirchengemeinde gehört zum Kirchenkreis Mittelmark-Brandenburg der Evangelischen Kirche Berlin-Brandenburg-schlesische Oberlausitz.

## Beschreibung
Die ursprüngliche Saalkirche wurde im Kern in der zweiten Hälfte des 13. Jahrhunderts gebaut. Sie bestand ursprünglich aus einem Langhaus, einem gleich breiten, querrechteckigen Kirchturm im Westen und einem eingezogenen, gerade geschlossenen Chor im Osten. Die unteren Geschosse des Kirchturms und das Langhaus wurden im Zusammenhang aus Feldsteinen errichtet. Die Seitenmauern des Chors wurden 1717 bis 1723 abgebrochen und in der Flucht der Mauern des Langhauses neu errichtet. Die Ostwand des Chors mit ihrem Giebel blieb erhalten. Die Umfassungsmauern des Langhauses wurden erhöht und ihm ein neues Satteldach mit Biberschwanz-Doppeldeckung aufgesetzt. Außerdem wurden damals größere barocke Fenster eingebrochen, das Portal nach Westen verlegt, der Innenraum ausgemalt und der Kanzelaltar aufgestellt. 1849 erfolgte die Erweiterung des Kirchenschiffs um Querarme zur Kreuzkirche auf dem Grundriss eines griechischen Kreuzes.
Der 1739 errichtete Aufsatz des Kirchturms aus Holzfachwerk wurde durch einen Blitz beschädigt. Er wurde deshalb 1775 durch ein massives Geschoss ersetzt, das die Turmuhr und hinter den Klangarkaden den Glockenstuhl mit zwei Kirchenglocken beherbergt, gegossen 1409 und 1500. Der Kirchturm erhielt 1858 eine schiefergedeckte Glockenhaube, auf der ein spitzer Helm sitzt.